# Lamborghini SC18 Alston
La Lamborghini SC18 Alston est une supercar du constructeur automobile italien Lamborghini présentée en novembre 2018. La SC18 est un modèle unique et le deuxième modèle du département Squadra Corse du constructeur au taureau.

## Présentation

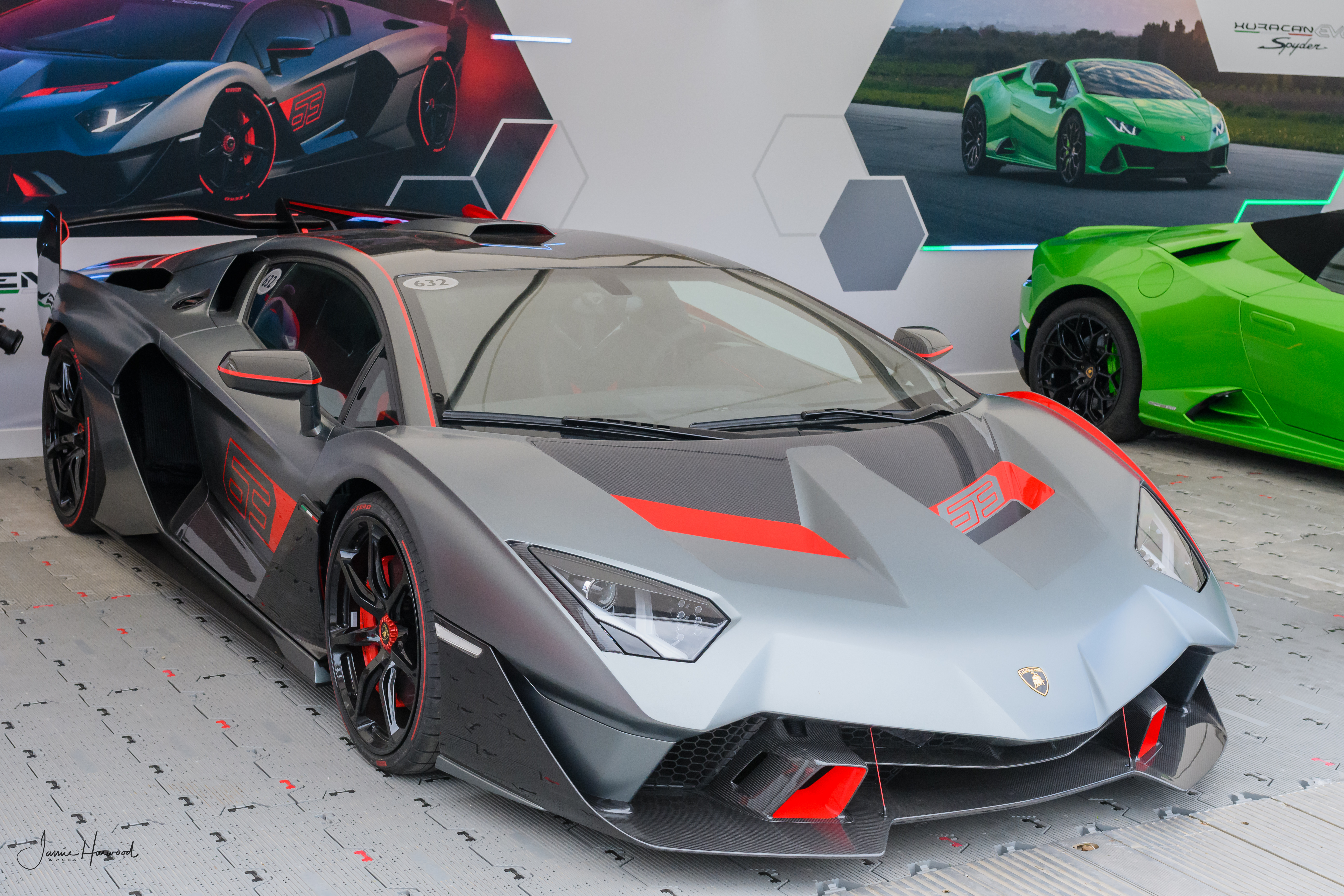
Lamborghini SC18 Alston.

La Lamborghini SC18 Alston est un modèle unique de supercar homologué pour la route, développé sur la base de l'Aventador par les équipes de la division course de Lamborghini Squadra Corse en 2018, d'où le nom SC18.

## Caractéristiques techniques
La Lamborghini SC18 Alston est basée sur la Lamborghini Aventador SVJ et reçoit le même moteur V12 de 770 ch. Elle est dotée d'une carrosserie entièrement en carbone de couleur grise « Grigio Daytona » et agrémentée de touches rouges « Rosso Alala », l'ensemble faisant référence aux Huracan GT3 et Huracan Super Trofeo de course.
La SC18 bénéficie d'un aileron massif en fibre de carbone rappelant celui de l'Aventador SVJ, ajustable mécaniquement sur trois positions.

### Motorisation
|                            | SC18 Alston                  |
| -------------------------- | ---------------------------- |
| Moteur                     | V12                          |
| Alimentation               | Atmosphérique                |
| Cylindrée                  | 6 498 cm3                    |
| Puissance maximale         | 770 ch                       |
| au régime de               | 8 500 tr/min                 |
| Couple maximal             | 720 N m                      |
| au régime de               | 6 750 tr/min                 |
| Boîte de vitesses          | Automatique ISR à 7 rapports |
| Transmission               | Intégrale                    |
| Vitesse maximale           | 367 km/h                     |
| Accélération 0-100 km/h    | 2,9                          |
| Consommation (en L/100 km) | 80 L/100 km                  |
| Capacité du réservoir      |                              |
| Masse à vide               |                              |